# 楊玉明
楊玉明（1979年10月22日—）是前臺灣男子籃球運動員。楊玉明在國小時本來是短跑選手，國中因緣際會進入籃球隊開始籃球路。高中時主要打控球後衛位置，教練認為投籃能力不錯，開始轉成得分後衛，在各場大小比賽中累積經驗後，投籃出手時機、節奏皆能準確掌握，進而轉型為射手，專於三分外線放冷箭，堪稱「當家神射手」。職業生涯曾陸續效力於臺灣社會甲組籃球聯賽幸福豹、大華建設、超級籃球聯賽九太科技、東森羚羊，2008年5月前往中國大陸加入中國男子籃球職業聯賽吉林東北虎，回臺後加入超級籃球聯賽台灣啤酒。2013年3月1日，楊玉明達成超級籃球聯賽3000分，成為超級籃球聯賽第五位達成3000分里程碑的球員。3月9日，楊玉明從籃球員身份引退。之後楊玉明移居美國洛杉磯，創辦「3 Point Basketball Play Zone」籃球學校。

## 學歷
- 1992-1994年：梓官國中籃球隊[10]
- 1995-1997年：立志商工籃球隊（82、83年度）[11]
- 1998-2001年：輔仁大學籃球隊[12]
- 2002-2004年：輔仁大學體育研究所

## SBL生涯
- 2003年-2004年：九太科技
- 2004年-2007年：東森羚羊
- 2007年-2008年：達欣工程
- 2009年-2013年：台灣啤酒

## CBA生涯
- 2008年-2009年：吉林東北虎

## 外部連結
- 楊玉明在fiba.basketball（英语）
- 楊玉明在archive.fiba.com（存檔）（英语）
- 楊玉明在中国男子篮球职业联赛
- 楊玉明在Eurobasket.com（球員）（英语）
- 楊玉明在中国篮球数据库